# Love & Friendship
Love & Friendship ist eine Filmkomödie aus dem Jahr 2016 von Regisseur Whit Stillman mit Kate Beckinsale in der Hauptrolle. Das Drehbuch basiert auf dem Briefroman Lady Susan von Jane Austen, einem kleineren Werk von Austen, das um 1794 geschrieben, aber erst posthum veröffentlicht wurde.

## Handlung
Die verwitwete Lady Susan Vernon verlässt den Sitz der Manwarings, wo Gerüchte über ihre angeblichen Affären mit dem Hausherren Lord Manwaring umgehen. Daraufhin zieht sie sich in das Anwesen Churchill zurück, wo ihr Schwager Charles Vernon mit seiner Frau Catherine lebt. Auch Catherines Bruder, der junge und gutaussehende Reginald DeCourcy, ist zugegen. Obwohl dieser ihr anfangs skeptisch gegenübertritt, verbringen sie bald viel Zeit mit angeregten Gesprächen. Susan hat es auf eine Heirat mit ihm abgesehen und Reginald verfällt ihr zusehends – zum Leidwesen seiner Familie. Selbst sein eigens angereister Vater kann nichts ausrichten.
Eines Tages taucht Susans Tochter Frederica auf, die von der Schule geworfen wurde. Ihr reist Sir James Martin nach, der zwar sehr dumm, aber auch sehr reich ist, und den Frederica auf Susans Geheiß heiraten soll. Frederica aber kann Sir James nicht leiden und meidet seine Gesellschaft. Ihre Mutter versucht, sie mit dem Hinweis auf das christliche Gebot „Du sollst Vater und Mutter ehren“ zum Gehorsam zu zwingen, sodass Frederica sich in ihrer Not Reginald anvertraut. Als dieser versucht, bei Susan seinen Einfluss geltend zu machen, fällt er bei ihr scheinbar in Ungnade.
Schließlich reist Susan nach London, wo sie ihren Liebhaber Lord Manwaring trifft. Frederica erhält eine Gesangsausbildung, aber Lady Susan ist den Vernons nicht böse, als diese Frederica nach Churchill zurückholen. Manwarings Frau Lucy trifft bei ihrem früheren Vormund Mr. Johnson ein, um bei ihm den Ehebruch ihres Mannes zu beklagen. Als der verspätete Brief von Susan an ihre Freundin Alicia Johnson eintrifft, in dem diese gebeten wird, Reginald abzulenken, während Susan Lord Manwaring trifft, kann Lucy den Brief an sich reißen und öffnen. Reginald, der sich immer noch Hoffnungen auf eine Heirat mit Susan macht, erkennt ihr doppeltes Spiel.
Schließlich rät Alicia Susan, die inzwischen völlig mittellos ist, den wohlhabenden James Martin selbst zu heiraten. Auch Sir James ist glücklich, da er nicht merkt, dass Lord Manwaring, der nach der Trennung von seiner Frau bei ihnen wohnt, Susans Liebhaber geblieben ist. Frederica und Reginald DeCourcy haben sich auf Churchill ineinander verliebt und heiraten ebenfalls.

## Produktionshintergrund
Der Autorenfilmer Whit Stillman hatte bereits bei seinen vorigen Filmen, angefangen mit seinem Debütfilm Metropolitan von 1990, immer wieder Anspielungen an Jane Austen untergebracht und sie als Einfluss auf seine Filme bezeichnet. Für seine erste richtige Austen-Verfilmung entschied er sich für Austens weniger bekanntes Werk Lady Susan, das sie als 19-Jährige geschrieben hatte und das aus 41 Briefen besteht. Stillman veröffentlichte ebenfalls 2016 eine eigene Fassung von Lady Susan in Romanform, da er Austens Frühwerk als spannend, aber manchmal auch mangelhaft empfand und dieses ergänzen wollte.
Mit einem relativ bescheidenen Budget von drei Millionen Dollar wurde der Film innerhalb von 26 Tagen gedreht. Laut Stillman habe das Geld gerade ausgereicht, um dem Film einen eleganten Look zu geben. Der Film war ein kommerzieller Erfolg und spielte rund 21 Millionen US-Dollar ein.

## Kritiken
Der Film stieß allgemein auf sehr positive Kritiken, bei Rotten Tomatoes fielen von den 210 Kritikerstimmen insgesamt 97 % positiv aus. Der Kritikerkonsens nannte den Film ein „durchgängig reizvolles Historiendrama“.
Christoph Petersen von Filmstarts hält den Film für die bisher beste Jane-Austen-Verfilmung, da er sich nicht wie andere Austen-Verfilmungen auf manchmal kitschige Elemente setze, sondern durch einen scharfen Witz auffalle. Er sei „unglaublich witzig“ mit einem „extrem trockenen, entlarvend bissigen und erquickend bösartigen“ Humor. Kate Beckinsale verwandle die Vorlagen ihrer männlichen Partner mit einer „unverschämt-frechen Selbstverständlichkeit“ und lasse zwischendurch immer wieder den menschlichen Kern der Protagonistin durchschimmern.
Auch Patrick Bahners von der FAZ sah die schönste aller Austen-Verfilmungen. Er meint, „der Kontrast zwischen Form und Inhalt von Lady Susans Planspielen, zwischen der kaltblütigen Kalkulation der eigenen Absichten und der weltfremden Fehleinschätzung der Intentionen aller anderen Akteure“, sei urkomisch, die „Quelle eines neunzig Minuten lang nicht versiegenden Vergnügens“.
In der Cinema-Kritik wird dagegen hervorgehoben, dass die Handlung fast ausschließlich aus Dialogen bestehe, in denen das eigentliche Geschehen besprochen wird. Das sei „ganz amüsant“, käme aber an die „erzählerische Raffinesse oder schwelgerische Eleganz“ anderer Austen-Verfilmungen nicht heran.

## Auszeichnungen
- Nominierungen Critics’ Choice Movie Awards 2016 (Dezember): Beste Schauspielerin in einer Komödie (Kate Beckinsale), Beste Kostüme (Eimer Ní Mhaoldomhnaigh)
- Nominierung Satellite Awards 2016: Bestes Kostümdesign (Eimer Ní Mhaoldomhnaigh)
- Die Deutsche Film- und Medienbewertung (FBW) in Wiesbaden verlieh dem Film das Prädikat wertvoll.